# IP3

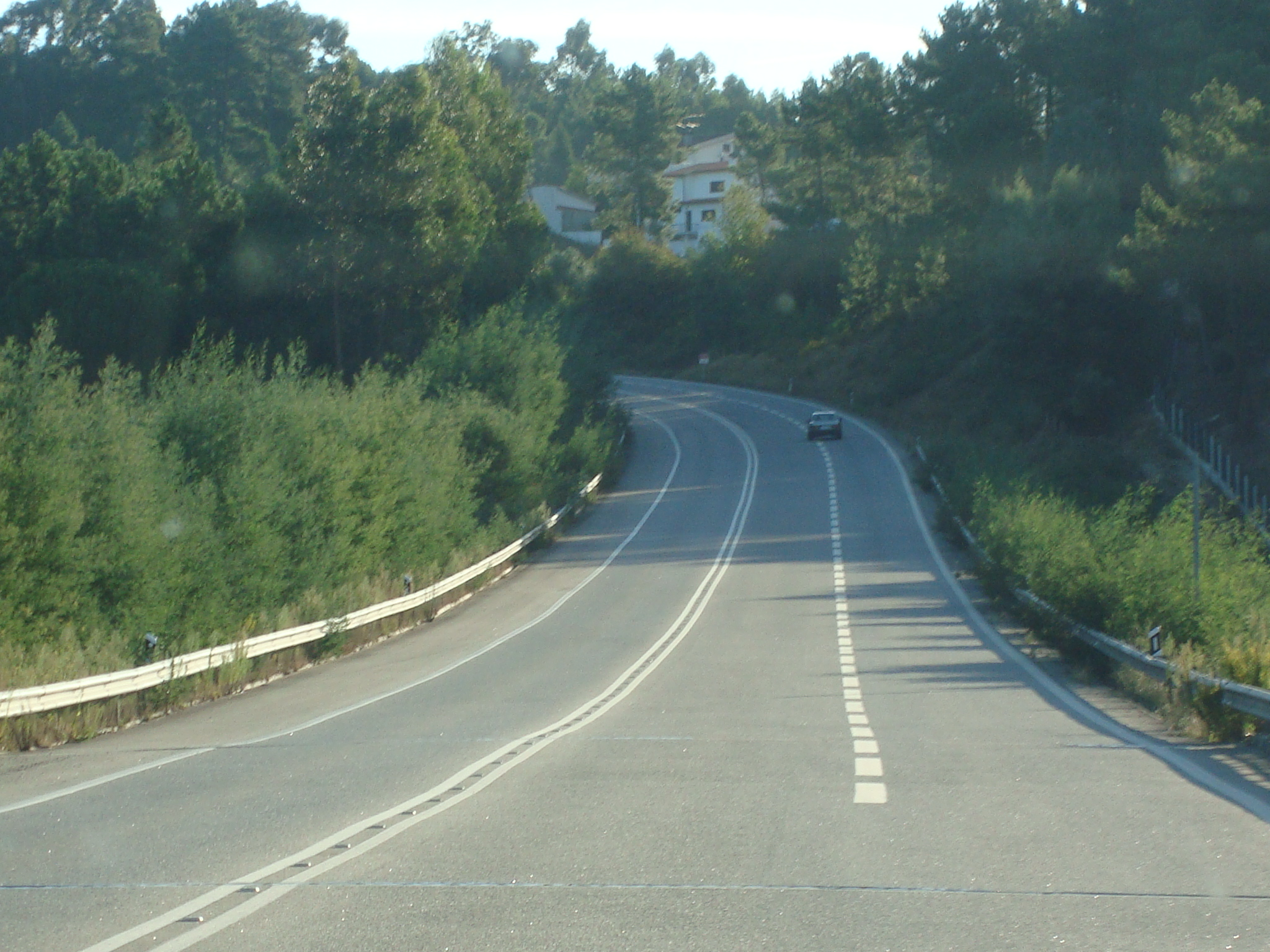
La IP 3 cerca de S. Miguel do Outeiro

La IP3 (Itinerario Principal 3) es una carretera perteneciente a la Red Principal de Portugal. Esta une Figueira da Foz con Vila Verde da Raia y tiene una longitud aproximada de 280 kilómetros.
Actualmente se encuentran transformados en autovia los siguientes tramos:
- Figueira da Foz - enlace con   IC 2 /  N 1  en Coímbra, transformado en la autopista  A 14   E-801 .
- Viseu - Vila Verde da Raia, transformado en la autopista  A 24   E-801   E-805 .

El tramo restante (Coímbra - Viseu)está construido en el perfil normal de una IP, perfil 2×1. Este tramo es considerado muy peligroso, ya que en él se han producido numerosas víctimas por accidentes de tráfico.
La construcción de la IP3 (Coímbra - Viseu se desarrolló entre 1990 y 1996, comenzando en Coímbra y finalizando en Viseu. Hasta las cercanías de la localidad de Oliveira do Mondego (Penacova), la IP3 tenía un pavimento de hormigón y cemento, que, debido a las grandes grietas que aparecieron más tarde, se sustituyó por uno de alquitrán y asfalto.
Además, el tramo comprendido entre Coímbra y Oliveira do Mondego ha sufrido una gran transformación cuando a finales de la década de 1990 fue colocado un separador central en todo el tramo, debido a la presión popular. Gracias a esta medida, la siniestralidad en este tramo disminuyó en la gran escala.
El tramo Oliveira do Mondego - Viseu no dispone de este separador central pues es un trazado menos sinuoso. Este tramo fue construido en varias etapas, que no fueron seguidas, en tramos de distinta longitud y desarrollo, aprovechando ciertos puntos como los tramos Oliveira do Mondego - Santa Comba Dão y Tondela - Canas de Santa Maria, que utilizan el trazado de la antigua N2, realizándose algunas remodelaciones.
A partir de Santa Comba Dão, la IP3 deja de ser sinuosa, pero tiene algunas zonas peligrosas, como por ejemplo el puente en la curva de Fail, cerca de Viseu, y una bajada con una pendiente del 7% en el kilómetro 112.
Las conexiones con las zonas por las que discurre la IP3 son mayoritariamente nodos de salida, donde no hay cruces a nivel ni pasos de peatones, excepto en dos excepciones, donde el acceso es por cruce: el enlace de Oliveira do Mondego y el enlace de Cunhedo, separados por una distancia de 1 km.
Debido a la peligrosidad de esta carretera, esta en proyecto su sustitución por una autopista.

## Salidas
NOTA: Las salidas con interrogación se encuentran en obras para la transformación en autovía de la IP3.
| Número de Salida | Nombre de la Salida                                                              | Carretera que une |
| ---------------- | -------------------------------------------------------------------------------- | ----------------- |
|                  | Figueira da Foz                                                                  | A 14              |
| 8                | Coímbra (norte)                                                                  | IC 2              |
| 9                | Souselas                                                                         | N 336             |
| 9A               | Lorvão                                                                           |                   |
| 10               | Penacova (oeste)                                                                 | N 235             |
| 11               | Penacova                                                                         | N 235             |
| 12               | Miro / Friúmes                                                                   | N 2               |
| 13               | Raiva                                                                            | IC 6              |
| 15               | Almaça                                                                           |                   |
| 16               | Mortágua / Embalse de la Aguieira                                                | N 228             |
| ?                | Acesso local                                                                     |                   |
| ?                | Chamadouro                                                                       |                   |
| ?                | Rojão Grande                                                                     |                   |
| ?                | Tábua / Nelas                                                                    | IC 12             |
| ?                | Vimieiro                                                                         |                   |
| ?                | Santa Comba Dão                                                                  | N 234             |
| ?                | Treixedo                                                                         | N 2               |
| ?                | Tondela (sur)                                                                    | N 2               |
| ?                | Molelos / Tondela (norte)                                                        | N 230             |
| ?                | Nandufe / Canas de Santa Maria                                                   | N 2               |
| ?                | S. Miguel do Outeiro / Parada de Gonta                                           | N 337             |
| ?                | Fail / Vila Chã de Sá                                                            | N 2               |
| ?                | Viseu (oeste) - Castro Daire - Vila Real - Chaves Viseu (este) - Aveiro - Guarda | A 24 A 25         |